# Taeniophallus occipitalis
Taeniophallus occipitalis

## Corredeira pintada
A Corredeira pintada (nome científico: Taeniophallus occipitalis) é um réptil Escamado da família das Serpentes e gênero Taeniophallus. É amplamente distribuído pela América do Sul, ocorrendo em qualquer ecossistema terrestre, sendo comum em alguns paises como Peru, Colômbia ,Brasil, Bolívia, Paraguai, Uruguai e norte da Argentina . É carnívora, sua dieta consiste em sapos e lagartos,também ovípara colocando ovos como metodo repodutivo.

## Características
Cobra de pequeno porte e hábitos diurnos que se locomove rapidamente caracterizando seu nome popular,além de possuir listras em sua superfície.

## Estado de conservação
Segundo a IUCN, a especie está presente em diversas áreas protegidas.Porém faltam dados em relação ao seu estado de conservação.

## Referência
Ines Hladki, A., Ramírez Pinilla, M., Renjifo, J., Urbina, N., Nogueira, C., Gagliardi, G. & Gonzales, L. 2019. Taeniophallus occipitalis . The IUCN Red List of Threatened Species 2019: e.T15182954A15182961. https://dx.doi.org/10.2305/IUCN.UK.2019-3.RLTS.T15182954A15182961.en. Downloaded on 18 March 2020.
Santos Junior, Alfredo Pedroso dos. “Revisão taxonômica do grupo de taeniophallus occipitalis e o relacionamento filogenético da tribo echinantherini (serpentes, dipsadidae, xenodontinae).” (2009)